# Údrč

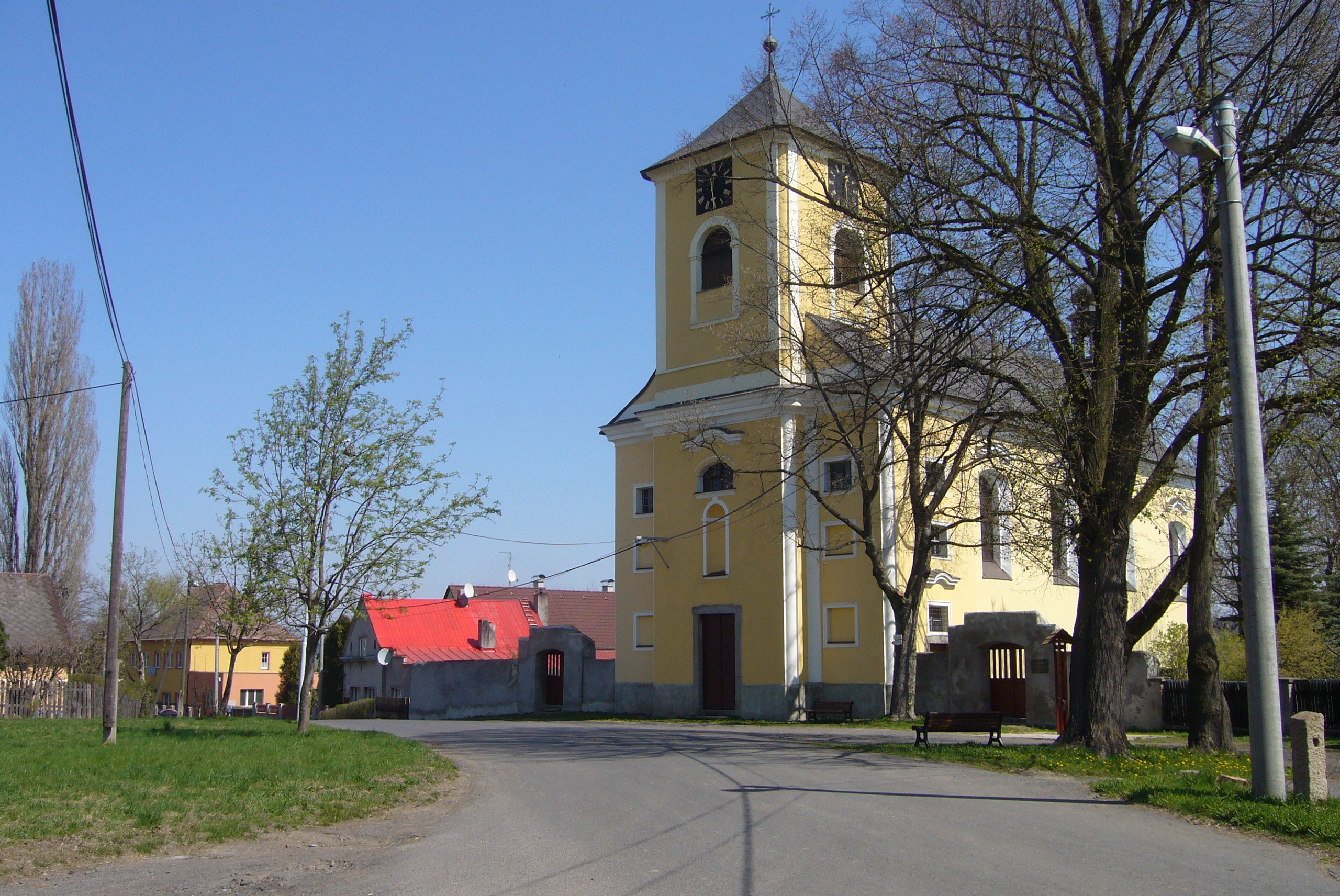
Kirche St. Leonhard

Údrč (tschechisch historisch auch Audrč, deutsch Udritsch) ist ein Ortsteil der Gemeinde Bochov (Buchau) im Okres Karlovy Vary (Bezirk Karlsbad) in Tschechien.

## Lage
Nachbarorte sind Dlouha Ves (Langendorf) im Westen, Teleč im Südwesten, Polom (Pohlem) im Süden, Herstošice (Herscheditz) im Nordosten und Ratiboř (Ratiworz) im Südosten.

## Geschichte

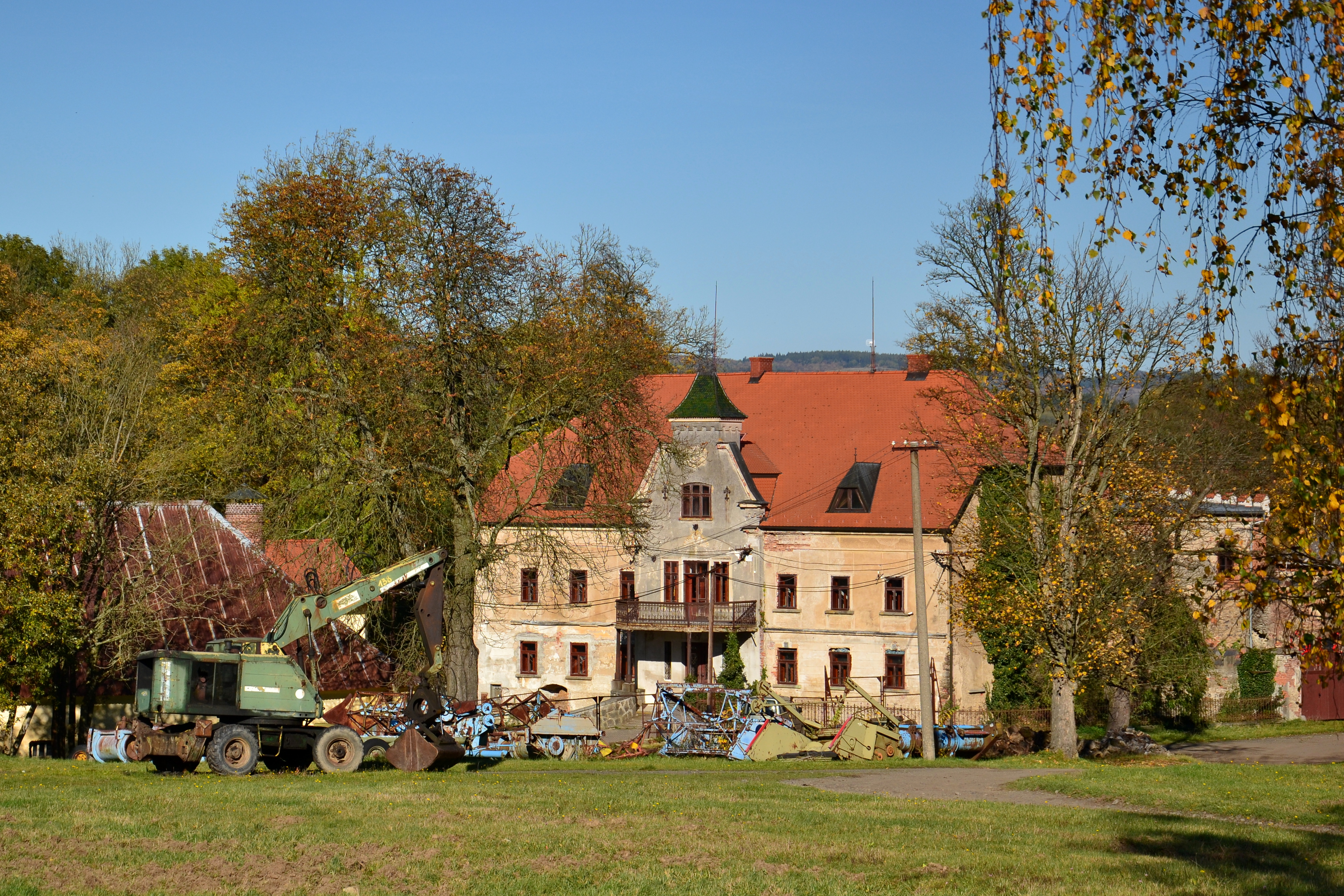
Schloss Udritsch

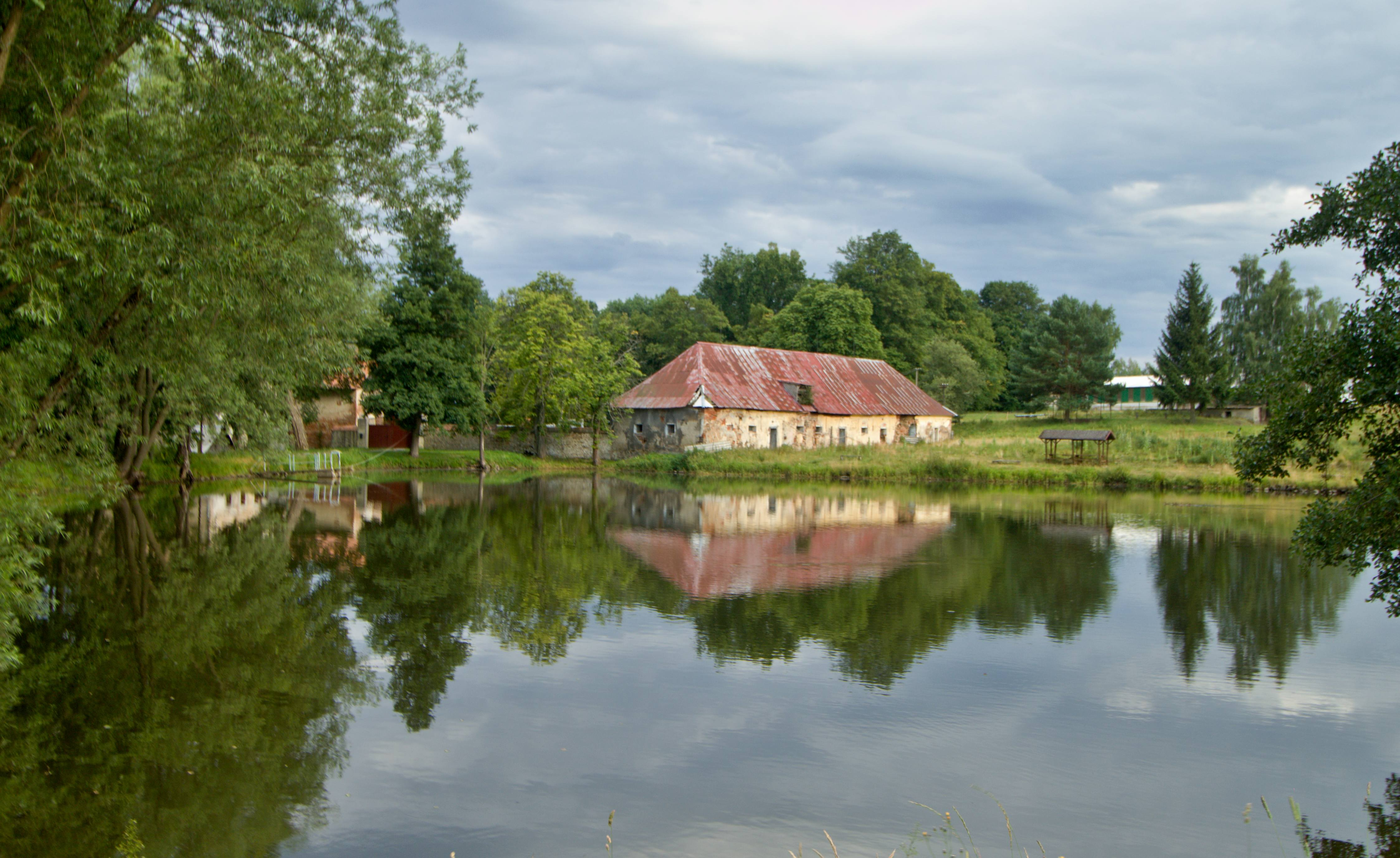
Festung im Schlosspark

Die Kirche von Udritsch existierte bereits 1384 als Pfarrkirche. Das Gut besaßen im 14. und 15. Jahrhundert die Herren Audricky von Audrč, auf die der später germanisierte Ortsname Udritsch zurückgeht. 1560 erscheint Adam von Steinsdorf, 1573 Hieronymus Hrobschitzky von Hrobschitz und 1616 Adam von Steinsdorf als Eigentümer. Seit der Reformation bis zum Dreißigjährigen Krieg war die örtliche Pfarrkirche protestantisch und erhielt 1633 wieder einen katholischen Geistlichen. 
1604 gehörte Udritsch Fabian Sebastian Pröllenhofer von Purkersdorf und 1616 Adam Joachim Liebsteinsky von Kolowrat, Herr auf Rabenstein. Letzteren Güter wurden nach der Schlacht am Weißen Berg 1620 konfisziert und 1622 von Severin Thalo von Horstein gekauft, der 1640 die Herrschaft inkl. der seit 1604 mit Udritsch vereinigten Güter Sichlau, Herschetitz, Maroditz, Posnau und Ratiworz an Herzog Julius Heinrich von Sachsen-Lauenburg veräußerte. 1666 erbte es dessen Sohn Herzog Julius Franz und 1689 des letzteren Tochter Franziska Sybilla Augusta, die den Besitz ihrem Mann Markgraf Ludwig Wilhelm von Baden-Baden zubrachte. Nachdem Markgraf August Georg Simpert 1771 kinderlos gestorben war, wurde die Herrschaft von der böhmischen Königin Maria Theresia der Prinzessin Elisabeth Augusta von Baden-Baden auf Lebenszeit zur Nutzung zugesprochen. 1783 wurde die Pfarrkirche durch einen Brand zerstört und anschließend wiederaufgebaut. 1818 entstand ein neues Schulhaus. Nachdem die letzte Angehörige der Linie Baden-Baden 1789 gestorben war, fiel der Besitz der k. k. Hofkammer zu. Am 23. Dezember 1837 kaufte Johann Anton Hladik die Herrschaft und vererbte sie laut Testament von 1843 seiner Tochter Antonia von Neuberg.
1845 zählte Udritsch 64 Häuser und 347 Einwohner, darunter drei Häuser mit sechs jüdischen Familien, einer Pfarrkirche zum hl. Leonhard, eine Pfarrei, eine Schule, beide unter dem Patronat der Obrigkeit, ein herrschaftliches Schloss, ein Meierhof, ein Brauhaus, ein Branntweinhaus, ein Försterhaus, ein Wirtshaus und eine Fabrik. Eingepfarrt waren außer Udritsch: Gessing, Herscheditz, Knönitz, Pohlem, Ratiworz, Stern, Tescheditz und Wohlau. Die Patrimonialgerichtsbarkeit wurde im Kaisertum Österreich nach den Revolutionsjahren 1848/49 aufgehoben. Seit 1850 gehörte die Gemeinde zum Bezirk Luditz und im Zuge der Trennung der politischen von der judikativen Verwaltung ab 1868 zum Gerichtsbezirk Buchau. Nach dem Ersten Weltkrieg wurde Udritsch 1919 der neu geschaffenen Tschechoslowakei zugeschlagen. 1930 zählte die Pfarrei Udritsch 1397 Katholiken und 22 Nichtkatholiken. In Folge des Münchner Abkommens gehörte Udritsch von 1938 bis 1945 zum Landkreis Luditz, Regierungsbezirk Eger, im Reichsgau Sudetenland des Deutschen Reichs. Nach Ende des Zweiten Weltkriegs wurde die einheimische deutsche Bevölkerung in den Jahren 1945–1946 enteignet und vertrieben.

## Sehenswürdigkeiten
- Kirche St. Leonhard
- Nepomuksäule
- Kriegerdenkmal
- Schloss Udritsch
- Festung im ehemaligen Schlosspark

## Persönlichkeiten
- Ignaz Friedrich Tausch (1793–1848), böhmischer Botaniker
- Wilhelm von Neuberg (1802–1862), k. k. Truchsess und Besitzer der Domänen Udritsch und Siechlau
- Fanny Blatny (1874–1949), österreichisch-tschechoslowakische Frauenrechtlerin und sozialdemokratische Politikerin